# Ptilope de Hutton
Ptilinopus huttoni
Espèce
Statut de conservation UICN

 CR C2a(ii) : 
En danger critique
Le Ptilope de Hutton (Ptilinopus huttoni) est une espèce d’oiseau appartenant à la famille des Columbidae.
Il est endémique de Rapa (Polynésie française).